# CR北斗の拳
CR北斗の拳（しーあーるほくとのけん）は、サミーから発売されたCRパチンコ機。武論尊、原哲夫の漫画作品『北斗の拳』とのタイアップ機。2005年7月に『CR北斗の拳伝承（でんしょう）』『CR北斗の拳強敵（とも）』が、2006年6月に『デジハネCR北斗の拳』がそれぞれ発売されている。

## 概要
大ヒットを飛ばした『パチスロ北斗の拳』をベースに作られており、パチスロ版の演出はもちろんの事、パチンコ独自の演出も追加されている。
パチスロ版との大きな違いとして、「小役」という概念が無いため、小役対応演出の多くはチャンス予告となっている（信頼度はおおむねパチスロ版の小役成立時のそれを意識して設定されている）。但し、バトル演出時の雑魚については、色や倒し方に関係なく倒せば大当たり確定である。
パチンコ独自の演出としてはケンシロウ、レイ、マミヤによるリーチ演出、バトル演出に「ケンシロウVSウイグル」「レイVSユダ」が追加、アニメ版OP第2弾「SILENT SURVIVOR」の流れる中、ケンシロウ、バット、リンが黒王にラオウの下に導かれるという原作にあったシーンを再現した全回転リーチなど。また『伝承』におけるバトルボーナス（確変時）でも最初のボーナスでの演出が原作通りのシーンに変更されていたり相打ちのパターンも追加されている。
また、虹色ナビで大当たり確定、バトル演出前のカットインが3Dではなく2DCGだと信頼度アップ、熱い場面でラオウステージに突入（伝承では高信頼度リーチまたは時短、強敵とSTVでは突確）するなど、パチスロ版のゲーム性を極力壊さないようにしながら発展させたような演出が多い。
パチスロ版の大ヒットもあって最初から多く導入する店もあり、客つきも悪くは無かったものの『CR新世紀エヴァンゲリオン』などの人気もあってかパチスロ程の現象までとは至らなかった。その後、最近の一般的な機種の大当たり出玉がかなり少なくなったため本機の出玉の少なさも目立たなくなり、『伝承』を設置し続けたり、再設置するホールも見られた。

## スペック

### CR北斗の拳 伝承
型式名はCR北斗の拳BBF。大当り1回の出玉はやや少ないが継続率が非常に高く、パチスロ版に近いゲーム性を有している。大当り中はパチスロ版同様、ケンシロウとラオウのバトルが繰り広げられる。パチスロ同様20連以降の通常大当たり時に「昇天演出」となる。また20連続以上で通常バトルが続く限り、確変継続確定。なお、メインデジタル（7セグ）による確変判別が出来ない。
- 大当たり確率
  - 低確率：1/381
  - 高確率：1/38.1
- 賞球数：3&13&15
- ラウンド・カウント：7R・9C
- 確変割合：4/5
- 大当たり図柄
  - 確変図柄：3,7
  - チャンス図柄：1,2,4,5,6,8（確変の可能性あり）
- 時短：通常大当たり終了後100回転

### CR北斗の拳 強敵
型式名はCR北斗の拳MNV。「強敵」は「とも」と読む。 突然確変も備えたフルスペック機。大当り中は北斗の拳の登場人物の紹介となっている。「昇天演出」は全回転リーチのひとつになっている。
- 大当たり確率
  - 低確率：1/394.8
  - 高確率：1/39.4
- 賞球数：3&13&15
- ラウンド・カウント：2R・9C or 15R・9C
  - 2R大当たりはショート開放。
- 確変割合：67/100
- 大当たりの内訳
  - 15R確変：47/100
  - 2R確変：20/100
  - 15R通常：33/100
- 大当たり図柄
  - 確変図柄：1,3,5,6,7
  - 通常図柄：2,4,8
- 時短：通常大当たり終了後100回転

### デジハネCR北斗の拳
型式名はCR北斗の拳STV。大当り確率が非常に高いが出玉が少ないデジハネタイプ。ケンシロウとラオウのバトルは大当たり確定のリーチ。ケンシロウが倒れた場合は突然確変で、倒れなかったら通常の大当たりとなる。
- 大当たり確率
  - 低確率：1/80.1
  - 高確率：1/8
- 賞球数：3&13&15
- ラウンド・カウント：2R・10C or 4R・10C
  - 2R大当たりはショート開放。
- 確変割合：100/100（4回転限定）
- 大当たりの内訳
  - 4R確変：81/100
  - 2R確変：19/100
- 大当たり図柄：1,2,3,4,5,6,7,8
  - 奇数が赤色、偶数が青色になっているが、扱いに差は無い。
- 時短：確変終了後41回転（通常時からの2R確変を除く）

## もうひとつの「CR北斗の拳」
パチスロ「北斗の拳」が登場する以前にも、「CR北斗の拳S」というパチンコ機が存在した。設置開始日は2002年3月18日。3DCGは一切なく、原作に忠実な絵柄が特徴。
各種演出に登場するキャラクターはケンシロウ、バット、リン、ユリア、レイ、ジード、ハート、黒王、ラオウ、トキ、ジャギ。このうち声が付いているのはケンシロウ、バット、リン、ユリア、レイの5人のみ。
変動開始時に、盤面右上にある「北斗七星」ランプが光れば大当たり予告。ハズレ出目から「北斗七星チャンス」に突入する事があり、7個のランプがすべて点灯すれば大当たり確定。
リーチはリンとバットがバイクに乗って悪党から逃げるもの、ケンシロウがジードやハートを殴るもの、レイが画面を切り裂いてリーチラインを増やすもの、ラオウが北斗剛掌波を放つもの、ユリアが祈るものなどがある。
大当たり中はシン、ユダ、レイ、トキ、サウザー、シュウ、リュウガ、ジュウザ、フドウの紹介や、ケンシロウとラオウの決着を描いた場面が映される。また、最終ラウンドではリハクも登場する。
- 大当たり確率
  - 低確率：1/318.5
  - 高確率：1/57.9
- 賞球数：5&10&15
- ラウンド・カウント：15R・10C
- 確変割合：1/2
- 大当たり図柄
  - 確変図柄：1,3,5,7,北,神
  - 通常図柄：2,4,6,8,斗,拳

## ゲーム機
- オンラインゲームサイト『777town.net』にてプレイが可能である。
- PlayStation 2ゲーム『実戦パチンコ必勝法! CR北斗の拳』にてプレイが可能である。